# Aknīste
Aknīste es una villa en la municipalidad de Aknīste, Selonia, al sur de Letonia cerca de la frontera con Lituania. Se ubica cerca del río Dienvidsuseja. 
La primera referencia histórica del nombre Akniste data del 1298. La villa formó parte de Lituania durante varios siglos (comenzando en el siglo XVII) pero a principios del siglo XX Lituania intercambió Akniste por Palanga. 
El 18 de julio de 1941 tuvo lugar en la villa una matanza de residentes judíos durante la ocupación Nazi en los países bálticos.